# Crepipatella charybdis
Crepipatella charybdis är en snäckart som först beskrevs av S. S. Berry 1940.  Crepipatella charybdis ingår i släktet Crepipatella och familjen toffelsnäckor. Inga underarter finns listade i Catalogue of Life.